# Bolívar (provincie van Bolivia)
Bolívar is een kleine provincie in het zuidwesten van het departement Cochabamba in Bolivia, vernoemd naar de Boliviaanse vrijheidsstrijder Simón Bolívar. De provincie heeft een oppervlakte van 413 km² van en heeft 7.279 inwoners (2012). De hoofdstad is Bolívar.
Bolívar bestaat uit één gemeente: Bolívar (identisch met de provincie).
Arani · 
Arque · 
Ayopaya · 
Bolívar · 
Capinota · 
Carrasco · 
Cercado · 
Chapare · 
Esteban Arce · 
Germán Jordán · 
Mizque · 
Narciso Campero · 
Punata · 
Quillacollo · 
Tapacarí · 
Tiraque